# Monkswood
Monkswood ist ein kleines Wohngebiet in Welwyn Garden City, Hertfordshire, England.
Das Gebiet umfasst rund 300 Häuser und Wohnungen und hat etwa 500 Einwohner. Die Monks Walk School, die Einkaufsstraße Shoplands und der Welwyn Garden City Cricket Club befinden sich in der Nähe.
Das Gebiet wird von zahlreichen lokalen Buslinien ins Stadtzentrum von Welwyn Garden City bedient.